# Erwin Strempel
Erwin Strempel (Karlsruhe, 6 gennaio 1924 – 17 ottobre 1999) è stato un calciatore tedesco, di ruolo portiere.

## Carriera

### Club
Giocò nel Saarbrücken per nove anni e successivamente nel Borussia Neunkirchen per quattro anni.

### Nazionale
Con la maglia della nazionale della Saar conta 14 presenze risultano quarto per numero di partite giocate.

## Palmarès

### Club

#### Competizioni nazionali
- Ehrenliga Saarland: 1

Saarbrücken: 1950-1951